# Élections législatives gabonaises de 2011
Les élections législatives de 2011 au Gabon se sont déroulées le 17 décembre 2011 afin de renouveler les 120 sièges de son assemblée nationale. Ce sont les premières élections parlementaires depuis le décès du président Omar Bongo le 8 juin 2009. La participation est jugée assez faible avec un appel de l'opposition à ne pas participer à ce scrutin. La victoire revient au Parti démocratique gabonais (PDG), le parti d'Ali Bongo.

## Mode de scrutin
En 2011, l'Assemblée nationale est composée de 120 sièges pourvus au scrutin de liste majoritaire à un tour dans neuf circonscriptions plurinominales composées de neuf et dix-huit sièges et correspondant aux provinces du Gabon.

## Résultats
Selon les premiers résultats, le PDG remporterait les élections avec au moins 73 sièges sur 120 puis dans un deuxième temps à 114. Le vote est jugé crédible selon les membres de l'Union africaine et de Gedders qui ont dépêché sur place des observateurs pour valider la légalité du scrutin, néanmoins ils relèvent des dysfonctionnements.
Le 20 décembre 2011, l'opposition gabonaise, par la voix de Jules Aristide Bourdes Ogouliguende, conteste les résultats car « l'Assemblée nationale qui en est issue représente moins de 10 % de la population ».
La Commission électorale nationale autonome et permanente (Cénap) annonce 255 570 votants pour 745 645 inscrits soit un taux de participation de 34,28 % (65,72 % d'abstention).
Les résultats définitifs donnent 114 députés sur 120 au PDG, avec un taux d'abstention de 65 %.

### Résultats définitifs
|                          |                                             |         |       |        |               |  |  |  |  |
| Parti                    | Parti                                       | Votes   | %     | Sièges | +/-           |  |  |  |  |
|                          | Parti démocratique gabonais (PDG)           |         |       | 114    | 31            |  |  |  |  |
|                          | Rassemblement pour le Gabon (RPG)           |         |       | 3      | 5             |  |  |  |  |
|                          | Centre des libéraux réformateurs (CLR)      |         |       | 1      | 1             |  |  |  |  |
|                          | Parti gabonais du centre indépendant (PGCI) |         |       | 1      | 1             |  |  |  |  |
|                          | Parti social-démocrate (PSD)                |         |       | 1      | 1             |  |  |  |  |
|                          | Union pour la nouvelle république (UPNR)    |         |       | 1      | Nv            |  |  |  |  |
|                          | Autres partis                               |         |       | 0      | 14            |  |  |  |  |
|                          |                                             |         |       |        |               |  |  |  |  |
| Total                    | Total                                       | 255 570 | 100   | 120    | en stagnation |  |  |  |  |
| Inscrits / Participation | Inscrits / Participation                    | 745 645 | 34,28 |        |               |  |  |  |  |